# 羅生門 (1941年の映画)
『羅生門』（らしょうもん）は、1941年に日本で制作された時代劇映画。新興キネマ製作。能の『羅生門』と歌舞伎の『茨木』を題材としている。

## スタッフ
- 監督 : 吉田信三
- 脚本 : 丹下知嘉美
- 原作 : 丹下知嘉美
- 撮影 : 牧田行正
- 音楽 : 望月太明吉

## キャスト
- 茨木の童子 : 鈴木澄子
- 小百合 : 鈴木澄子
- 源頼光 : 月形龍之介
- 渡辺の綱 : 羅門光三郎
- 平井保昌 : 市川男女之助
- 坂田の公時 : 南條新太郎
- 下部秀武 : 光岡竜三郎
- 碓氷貞光 : 妻紀正二郎
- 綱の叔母貞柴 : 三保敦美
- 旅の娘 : 甲斐世津子
- 旅の老人 : 高田篤
- 甚兵衛 : 森田肇
- 隣家の女房 : 群光子
- 甚兵衛の娘 : 柏よし子
- 隠陽の博士阿部の晴明 : 久米譲